# Big Mouth (serie de televisión)
Big Mouth es una serie de televisión estadounidense animada para adultos creada por Nick Kroll, Andrew Goldberg, Jennifer Flackett y Mark Levin. El argumento se basa en historias reales de Kroll y Goldberg cuando pasaron por la etapa de la pubertad. La serie fue estrenada en Netflix el 29 de septiembre de 2017. La primera temporada consta de 10 episodios, la segunda temporada se estrenó en octubre de 2018, con otros 10 episodios. El 17 de noviembre de 2018, Netflix anunció que Big Mouth fue renovada a una tercera temporada, que fue estrenada el 4 de octubre de 2019. En julio de 2019, Netflix confirmó que renovarían el programa hasta una sexta temporada. La cuarta temporada fue estrenada el 4 de diciembre de 2020. La quinta temporada fue lanzada el 5 de noviembre de 2021. En abril de 2022 la serie fue renovada para una séptima temporada, la cual fue estrenada el 20 de octubre de 2023. Manteniendo la política de anunciar la continuidad de la serie con antelación, en abril de 2023 Netflix anunció la renovación de la serie para la octava temporada, confirmando que sería la última en producirse. Los últimos diez episodios de la serie fueron estrenados el 23 de mayo de 2025.
También se confirmó una serie derivada llamado Human Resources.

## Sinopsis
El programa gira en torno a dos amigos, Nick (versión ficticia de Kroll) y Andrew (versión ficticia de Goldberg) quienes protagonizan la serie, junto con sus amistades Jessi, Jay y Missy, que acompañan a los personajes principales en los distintos episodios de la trama. La historia se basa en las vivencias reales que tuvieron sus creadores durante las etapas de la pubertad y la dificultad de la vida. Los cambios corporales, de pensamiento, el estrés o el estado de ánimo son interpretados por los llamados Monstruos Hormonales.
La serie hace un enfoque en el desarrollo corporal y sexual que vive el ser humano durante ese periodo de su vida, por lo que es habitual que los episodios se enfoquen en distintos sucesos de la vida humana, desde la atracción sexual hasta la menstruación. Además suele ser habitual la aparición de otro tipo referencias humorísticas a situaciones políticas, sociales, familiares o culturales, de manera similar a series como South Park o Padre de familia.

## Personajes
- Nick Birch: Mejor amigo de Andrew, Jessi y Jay. Llega a la pubertad mucho después que sus amigos, por lo que le da complejos. Su primer monstruo hormonal llega en la 2.ª temporada, Rick. Luego es Tyler, y luego Connie, aunque luego vuelve Rick, cuando este se retira llega Maurice. La pubertad lo deja como un chico cínico y sensible.
- Andrew Glouberman: Mejor amigo de Nick. Un chico considerado pervertido, ya que tiene problemas con la masturbación. Su monstruo hormonal es Maurice, y es el primero de sus amigos en llegar a la pubertad.
- Jessi Glaser: Feminista, joven que transita la pubertad de manera dolorosa. Le llega su primer periodo en una excursión escolar, y desde entonces, se vuelve una chica cínica y rebelde, aunque atraviesa una fuerte depresión. Su monstruo hormonal es Connie. También, es la primera en enamorarse, en la 5.ª temporada.
- Jay Bilzerian: Amigo de Nick, Andrew y Jessi. Hijo de un abogado corrupto y una madre despreocupada. Tiene problemas con el sexo, y suele hacerle el amor a almohadas y cojines. Es bisexual, y tiene relaciones con Lola y Matthew.
- Missy Foreman-Greenwald: Amiga de Jessi, interés amoroso de Andrew. Sus padres son hippies. Llega a la pubertad en la 4.ª temporada, su monstruo es Mona. Y pasa de ser una chica sensible e infantil a una rebelde.
- Maurice Beverley: Monstruo hormonal de Andrew, quien le tienta a masturbarse o pensar en chicas. También de Matthew.
- Connie LaCienega: Monstrua hormonal de Jessi, quien la tienta a robar tiendas o tener ataques de ira. También de Nick.
- Entrenador Steve: Profesor de educación sexual. Es virgen y no tiene muchos amigos, salvo a los chicos.
- Elliot y Diane Birch: Padres amorosos de Nick.
- El fantasma de Duke Ellington: Fantasma que vive en el ático de los Birch. Suele aconsejar a Nick y Andrew.
- Lola Ugfuglio Skumpy: Compañera de clase, que muestra tendencias psicópatas. Tiene una relación con Jay.
- Matthew: Compañero de clase, chico gay y bastante altanero, pero que se siente diferente y solo. Maurice también es su monstruo.
- Gina Álvarez: Interés amoroso de Nick en la segunda temporada.

## Reparto
| Personaje                                  | Actor original EE.UU   | Actor de voz Argentina |
| ------------------------------------------ | ---------------------- | ---------------------- |
| Nick Birch                                 | Nick Kroll             | Javier Naldiján        |
| Andrew Glouberman                          | John Mulaney           | Federico Pesce         |
| Jessi Glaser                               | Jessi Klein            | Ángeles Nescano        |
| Jay BilzerianEl fantasma de Duck Ellington | Jason Mantzoukas       | Gonzalo Espina         |
| Missy Foreman-Greenwald                    | Jenny SlateAyo Edebiri | Mariana Martí          |
| Maurice, El Monstruo de las Hormonas       | Nick Kroll             | Adrían Wowczuck        |
| Connie, la Monstrua de las Hormonas        | Maya Rudolph           | María Laura Cassani    |
| Entrenador Steve                           | Nick Kroll             | Ariel Sister           |
| Elliot Birch                               | Fred Armisen           | Martín Rodríguez       |
| Diane Birch                                | Maya Rudolph           | Ximena Viver           |
| Shannon Glaser                             | Jessica Chaffin        | Leticia Giacchino      |
| Matthew                                    | Andrew Rannells        | Federico Llambí        |
| Devin                                      | June Diane Raphael     | Luciana Mauri          |
| Lola Skumpy                                | Nick Kroll             | Álvaro Pandelo         |

## Episodios
| Temporada | Temporada | Episodios | Episodios            | Lanzamiento original     | Lanzamiento original     |
| --------- | --------- | --------- | -------------------- | ------------------------ | ------------------------ |
|           | 1         | 10        | 10                   | 29 de septiembre de 2017 | 29 de septiembre de 2017 |
|           | 2         | 10        | 10                   | 5 de octubre de 2018     | 5 de octubre de 2018     |
|           | 3         | 11        | 1                    | 8 de febrero de 2019     | 8 de febrero de 2019     |
| 10        | 3         | 11        | 4 de octubre de 2019 | 4 de octubre de 2019     |                          |
|           | 4         | 10        | 10                   | 4 de diciembre de 2020   | 4 de diciembre de 2020   |
|           | 5         | 10        | 10                   | 5 de noviembre de 2021   | 5 de noviembre de 2021   |
|           | 6         | 10        | 10                   | 28 de octubre de 2022    | 28 de octubre de 2022    |
|           | 7         | 10        | 10                   | 20 de octubre de 2023    | 20 de octubre de 2023    |
|           | 8         | 10        | 10                   | 23 de mayo de 2025       | 23 de mayo de 2025       |

## Recepción
Cuando se anunció la serie y se estrenó el primer tráiler tuvo opiniones negativas, sin embargo cuando se estrenó los críticos y la audiencia la aclamaron.
En el portal de reseñas IMDb, la serie acumula 8.3 puntos de 10 según 7,719 reseñas. En Rotten Tomatoes cuenta con un 100% de calificación media, en el sitio se puede leer: "la animación simplista y el humor escatológico de Big Mouth desmienten a sus personajes finamente dibujados, con su enfoque inteligente y empático del desorden de la adolescencia".
Algunos medios de comunicación destacan la manera en la cual el programa se atreve a tocar un tema como los cambios corporales durante la pubertad, lo que le ha valido tener algunas críticas positivas por su forma de ver un proceso natural en el ser humano. El mismo enfoque ha llevado que ciertas críticas consideren que el  programa tiene un exceso de contenido escatológico y transgresor para explicar temas relacionados con la vida.